# Песцовая (река, Южный остров)
Песцовая — река на севере полуострова Гусиная Земля острова Южный архипелага Новая Земля, Архангельская область. Длина — 25 км.
Через реку по броду проходит грунтовая дорога от посёлка Рогачёво к озеру Гусиное.
Имеется несколько притоков. Несколько из них ведут из озёр, другие же стекают с возвышенности около 300 метров.
Впадает река в озеро Гусиное, из которого ведёт протока в Губу Литке (Залив Моллера, Баренцево море).
У устья в реке множество намывных островов.

## Топографические карты
- Лист карты R-39-V,VI Белушья Губа. Масштаб: 1 : 200 000. Состояние местности на 1980 год. Издание 1987 г.